# Jan van Asten
Jan (Nicolaas Gijsbertus Hendrik) van Asten (Arnhem, 6 december 1914 – Zwolle, 9 december 1995) is een voormalig Nederlands voetballer en voetbaltrainer. Hij was de zoon van Henk van Asten die in de jaren '20-'30 (ere)voorzitter van het Utrechtse Velox was. Hij was ook de jongere broer van Frans en Gijs van Asten, die beiden ook jarenlang bij Velox in het eerste hebben gespeeld. Jan bleef zijn hele leven in het voetbal actief, als (betaald) speler, maar vooral ook als trainer en bondsbestuurder bij de KNVB. Hij speelde van 1933 tot 1939 bij Velox, waarmee hij in 1934 en 1936 kampioen werd in de tweede klasse. In het seizoen 1939-1940 kwam hij uit voor stadgenoot en aartsrivaal DOS, dat in de eerste klasse (destijds de hoogste klasse) uitkwam. Tijdens en na de oorlog voetbalde hij bij onder andere PEC Zwolle en Eindhoven.
Ondertussen had Van Asten zijn diploma's tot en met oefenmeester 1 behaald en begon hij in 1947 zijn trainersloopbaan bij het Tielse TEC, waarmee hij in 1952 kampioen werd en promotie haalde naar de eerste klasse.
In 1953 werd Van Asten hoofdtrainer van PEC Zwolle. Hij werd daar de eerste trainer na de toetreding tot het betaalde voetbal van de club. Van 1957 tot 1959 was hij de trainer van Tubantia.
Hij vertrok een seizoen later, in 1959, naar Zaandam om daar aan de slag te gaan bij het zojuist naar de eerste divisie gepromoveerde ZFC Zaandam, waarmee hij een keer de 12de en drie keer de 8ste positie bereikte. In 1963 werd hij trainer bij het naburige De Volewijckers, dat toen net uit de eredivisie was gedegradeerd. Hier bleef hij met wisselend succes tot 1966 werkzaam. Dat jaar werd hij teruggehaald door PEC Zwolle, waar hij wederom twee jaar als hoofdtrainer werkzaam zou zijn met een 7de en een 8ste positie als resultaat.
In 1968 werd zijn nog doorlopende contract bij PEC Zwolle in goed overleg ontbonden, waarna Van Asten zonder club zat. Een jaar later kwam hij bij SC Drente uit Klazienaveen terecht, dat toen in de tweede divisie speelde. Hij heeft daar twee seizoenen redelijk succesvol gewerkt, maar in Drenthe kwam het profvoetbal nooit echt van de grond en na twee jaar in de tweede divisie hield de club (en de tweede divisie) het ook voor gezien en keerden vele clubs terug naar de amateurs. SC Drente zou daarmee Van Astens laatste club als trainer in het betaalde voetbal in Nederland worden.
In 1972 vertrok hij uit Drenthe en ging hij in Wezep wonen. Hij werd trainer bij diverse amateurverenigingen, zoals WHC Wezep, Go Ahead Kampen, Heracles (amateurs) en als laatste Alcides uit Meppel. In 1982 stopte hij op 65-jarige leeftijd definitief met zijn werk als trainer. Na zijn trainersloopbaan bleef hij nog wel actief in allerlei commissies voor de KNVB, maar niet meer fulltime.
Van 1962 tot en met 1974 was Van Asten, naast zijn trainersactiviteiten, voorzitter van de VVON (Vakbond Voetbal Oefenmeesters Nederland). In 1974 benoemde de KNVB Van Asten voor bewezen diensten tot erelid van de KNVB. Hij was toen de tweede persoon die tot erelid van de KNVB werd benoemd.
Van Asten bleef in Wezep wonen, waar hij op 81-jarige leeftijd na een operatie in Zwolle in 1995 overleed.